# L7
Az L7 egy amerikai grunge/alternatív metal/punk rock/hard rock együttes. Csak nők alkotják. 1985-ben alakultak Los Angelesben. Első nagylemezüket 1988-ban adták ki. A "Pretend We're Dead" című daluk megtalálható a 2004-es Grand Theft Auto: San Andreas videójátékban az egyik fiktív rádióadón, illetve a Beavis és Butt-head sorozatban is megjelent a videóklipje. A Bricks Are Heavy lemezen található Shitlist című számuk pedig a Született Gyilkosok filmben is hallható, amikor a film elején szétverik az útszéli éttermet. Lemezkiadóik: Sub Pop, Epitaph Records, Slash Records, Man's Ruin Records, Wax Tadpole Records. 2001-ben feloszlottak, majd több éves kihagyás után, 2014-ben újraalakultak. 2019-ben új nagylemezt jelentettek meg.

## Tagok
- Donita Sparks - ének, gitár (1985-2001, 2014-)
- Suzi Gardner - ének, gitár (1985-2001, 2014-)
- Jennifer Finch - basszusgitár, ének (1987-1996, 2001-)
- Demetra Plakas - dobok, ének (1988-2001, 2014-)

## Diszkográfia

### Stúdióalbumok
- L7 (1988)
- Smell the Magic (1990)
- Bricks Are Heavy (1992)
- Hungry for Stink (1994)
- The Beauty Process: Triple Platinum (1997)
- Slap-Happy (1999)
- Scatter the Rats (2019)